# Lánczy Gyula
Lánczy Gyula, születési nevén Lazarsfeld Gyula (Pest, 1850. január 17. – Budapest, 1911. január 17.) jogi doktor, a budapesti királyi tudományegyetem nyilvános rendes tanára, magyar királyi udvari tanácsos, országgyűlési képviselő. Az ELTE Bölcsészettudományi Kar egykori dékánja, Lánczy Leó bátyja.

## Élete
Pesten atyja, a zsidó származású Lazarsfeld Adolf pálinkakereskedő volt, aki családi nevét 1861-ben Lánczyra változtatta. Anyja Pollák Katalin. Lánczy iskolai tanulmányait végezve, feltűnt a napi- és időszaki sajtó terén úgy történeti, politikai és általános irodalmi terjedelmes tanulmányokkal, mint hírlapi vezér- és tárcacikkekkel. 1872-ben a pénzügyi, 1874-től fogva pedig a belügyminisztériumban mint fogalmazó működött 1880-ig. Az 1881-84-iki országgyűlésre képviselővé választották, és egy ideig az akkori mérsékelt ellenzékhez csatlakozott, de utóbb annak kötelékéből kivált. Az 1880-as évek derekán a politikai életből és publicisztikai tevékenységtől végképp visszavonult és kizárólag tudományos és irodalmi tanulmányainak élt. 1886-ban a kolozsvári egyetemhez, 1891-ben pedig a budapestihez nevezték ki az egyetemes történelem tanárának. Elhunyt 1911. január 17-én reggel 10 órakor, születésének 61. évfordulóján, házasságának 27. évében. Temetésére 1911. január 19-én délután 3 órakor került sor a Kerepesi úti temetőben a református egyházi szerint búcsúztatta Petri Elek lelkész, sírja felett beszédet mondott Békefi Remig dékán.

## Magánélete
1883. december 17-én Budapesten, a Kálvin téri református templomban feleségül vette Vajda Eleonóra Ella Annát (1864–1926), Vajda Samu és Levinsky Sarolta leányát.

## Cikkei
- a Tanügyi Füzetekben (1868. Széchenyi Istvánról)
- a Századokban (1869. II. Rákóczy Ferenc külügyi viszonylatairól, 1895. Sienai dolgok, Magyarország és Sienai sz. Bernardino Capistran Janos és II. Pius pápa, 1899. A hágai nemzetközi történeti congressusról)
- a Századunkban (1869. 234-243. sz. Nero anyja, történeti kép)
- a Weber Gy. Világtörténete magyar fordításának toldalékát képező V. kötetben (1869. Magyar irodalomtörténet vázlata, korszakonként megosztva Sebestyén Gyulával)
- a Budapesti Szemlében (1869. A politikai pártok jellemzése általában, A választási kérvény tárgyalása Angliában az új törvény szerint, 1880. Adalékok alkotmányunk reformkorszakához, 1881. Endymion, 1883. Harmadik egyetem kérdése és felső oktatásunk reformja, 1888. Br. Kemény Zsigmond, jellemrajzi vázlat)
- a Jogtudományi Szemlében (1870. A név jogi tekintetben)
- a Figyelőben (1871. Swift és Pope leveleiben, 1872. könyvism.)
- a Képes Világban (1871. Bécs képzőművészeti viszonyairól)
- az Athenaeumban (1873. Régi levelek, irodalomtörténeti tanulmány Kazinczy Ferenczről és Guzmics Izidorról, 4 közlés és könyvism., 1874. Régi magyar országgyűlések, az Acta Comitialia alapján, hat közlés)
- a Reformban (1874. 150., 151., 157., 158. sz. könyvism., 1875. 112., 113. sz. könyvism.)
- a Magyarország és a Nagyvilágban (1875. Beöthy Zsolt), a Hungária polit. évkönyvben (szerk. Toldy István, 1877. Magyarország új közigazgatási rendje)
- a Literarische Berichte aus Ungarnban (1877. Die Entwickelungsgeschichte der Reform-Ideen in Ungarn, terjedelmes tanulmány az 1825-47. korszakról)
- a Havi Szemlében (1878-79. A keleti válság és az alkotmányosság, taglalata a parlament illetékességének és befolyásának külügyi kérdésekben)
- az Oesterreichische Zeitschrift f. Verwaltungban (1880. Die Verwaltng Rechtsbarkeit in Ungarn, u. ez. a zágrábi horvát jogi folyóiratban)
- a Jogtudományi Közlönyben (1882. A közigazgatási biráskodás)
- az Acta. R. Universitatis Budapestiensisben (1893-94. I. Jelentés paduai kiküldetéséről)
- a Pesti Naplóban (1895. Rugyiero Bonghi, emlékezések, Italicae res, három közlés)
- az Ungarische Reveuben (1895. Beziehungen zwischen Ungarn und Siena), sat.

## Munkái
- A felső oktatás reformja és az új magyar közműveltség.[6] Culturpolitikai eszmetöredékek. Bpest, 1879. (Ism. Budapesti Szemle).
- Adalékok a magyar alkotmány reform-korszakához. Uo. 1880. (Különnyomat a Budapesti Szemléből.)
- A faluközösség eredete. (Ősi család és tulajdon.) Sociologiai és jogbölcseleti tanulmány. Uo. 1881. (Előbb a M. Igazságügy 1880. évf. Ism. Nemzetgazdasági Szemle 1880. Századok 1881. Literarische Berichte aus Ungarn sat.)
- Széchenyi Pál kalocsai érsek s a magyar nemzeti politika (1642-1610.). Uo. 1882. (Magyar történelmi jellemrajzok. A m. tört. társulat által a Bay Ilona-féle pályadíjjal koszorúzott pályamunka.)
- Eszmetöredékek a Rákóczi-féle felkelés történet-politikai jelentőségéről. Válasz Thaly Kálmánnak Széchenyi Pál s a magyar nemzeti politika cz. tanulmányt illető észrevételeire. Ugyanott, 1882. (Előbb a Századokban.)
- A közigazgatási biráskodás szervezéséről Magyarországon. Közjogi tanulmány. Függelékül: A közigazgatási tisztviselők bűnvádi felelősségre vonásának jogáról és annak korlátozásáról. Uo. 1883.
- A történelmi módszerről. Uo. 1885. (Különny. a Századokból.)
- Történelmi kor- és jellemrajzok. Uo. 1890. (Ism. Budapesti Szemle Pauler Gy., M. Salon XII. Sturm A., Századok, Ferenczy Z., Nemzet 1. sz. Darvai Mór, Ung. Revue, Erdélyi Múzeum-egylet kiadványai VII., Főv. Lapok 1889. 330. és 1890. 157. sz., a bécsi Fremdenblatt 1890., a florenczi Archivo Storico Italiano 1891.)
- A közigazgatási biróság törvényjavaslatáról. Közjogi és jogtörténeti értekezés. Uo. 1894. (M. Jogász-egyleti Értekezések X. 6., 8.)
- Magyarság az Árpádok korában. Uo. 1898. (Toldalékul: Történetirodalmi széljegyzetek a Silvesterbulla eredetének kérdéséhez. Olcsó-Könyvtár 1010-1020. Ugyanez előbb a Képes Irodalomtörténetben. Ism. Kath. Szemle, Irod. tört. Közlemének.).

Felolvasásai (kéziratban) a magyar iparegyesületben: 1883. Marx K. élete és tanairól; az erdélyi múzeumegylet szakosztályában: 1890. Dante és a pápaság; a m. tudom. akadémiában: 1891. V. Celestin és a spirituálisok; a demographiai s közegészségi congressus történelmi osztályában: 1894. A középkori psycho-pathikus tömegjárványok (franczia szabad előadás, tartalma a congressusi Irományok VII. k.); a Mária-Dorottya egyesület javára: 1895. A hitetlen Caesar; (Hohenstaufi) II. Frigyes; a hágai congressuson: 1898. Le Nom d'une Dynastie: Les Corvins.

### Kézirati munkája
- Dante és VIII. Bonifácz.